# Fort Bragg
Fort Bragg és una base militar de l'Exèrcit dels Estats Units situada a  l'estat de Carolina del Nord. És una de les instal·lacions militars més grans del món amb més de 52.000 efectius estacionats.
Entre els anys 2023 i 2025 es va anomenar Fort Liberty. Ja que el seu nom fundacional, en honor a Braxton Bragg, estava associat al bàndol confederat de la guerra civil. Al 2025, amb l'entrada de Donald Trump, es va voler fer referència a Roland Leon Bragg, destacat militar condecorat amb l'Estrella de Plata a la Segona Guerra Mundial.

## Demografia censal
Segons el cens del 2000, Fort Bragg tenia 29.183 habitants, 4.315 habitatges i 4.215 famílies. La densitat de població era de 594,6 habitants per km².
Dels 4.315 habitatges en un 85,3% hi vivien nens de menys de 18 anys, en un 88,9% hi vivien parelles casades, en un 7,2% dones solteres, i en un 2,3% no eren unitats familiars. En el 2,1% dels habitatges hi vivien persones soles el 0% de les quals corresponia a persones de 65 anys o més que vivien soles. El nombre mitjà de persones vivint en cada habitatge era de 3,72 i el nombre mitjà de persones que vivien en cada família era de 3,74.
Per edats la població es repartia de la següent manera: un 25,8% tenia menys de 18 anys, un 40,9% entre 18 i 24, un 32,3% entre 25 i 44, un 1,1% de 45 a 60 i un 0,1% 65 anys o més.
L'edat mediana era de 22 anys. Per cada 100 dones de 18 o més anys hi havia 293,5 homes.
Cap de les famílies i el 10% de la població estaven per davall del llindar de pobresa.

## Poblacions més properes
El següent diagrama mostra les poblacions més properes.